# Hong Kong Golf Club
The Hong Kong Golf Club is een golfclub in de New Territories, ongeveer 45 kilometer ten noordwesten van Hong Kong.
De Royal Hong Kong Golf Club werd op 10 mei 1889 door dertien heren opgericht en mocht gebruikmaken van een terrein in Happy Valley, waar ook andere sporten werden beoefend. Omdat er ook polo werd gespeeld en militaire parades werden gehouden, mochten er geen bunkers of greens worden aangelegd. Toch groeide het ledenaantal snel, in 1891 werd de 100 gepasseerd, wat gevierd werd met de bouw van een klein clubhuis. Dit was al snel te klein, dus de dames mochten alleen op vaste dagen spelen.

## Old Course, New Course, Eden Course
In 1898 werd een stuk land bijgehuurd bij Deep Water Bay en in 1904 werden zij de enige gebruiken van Happy Valley, behalve dat er op woensdag en zaterdag nog cricket en voetbal gespeeld werd. In 1911 werd een 18 holesbaan aangelegd, die nu de Old Course wordt genoemd.
Na de Eerste Wereldoorlog werd extra land gekocht om nog een baan aan te leggen, de huidige New Course. Deze werd in 1931 geopend. Met financiële hulp van de leden werd in 1970 een derde baan aangelegd, de Eden Course. 
Op Deep Water Bay heeft de club nog altijd een par 3-baan met negen holes. Daar zijn ook tennisbanen, zwembaden en restaurants.

## Professionals
Iain Roberts is de Engelse golfprofessional, hij is head pro op de Hong Kong Golf Club en wordt gezien als de David Leadbetter van Azië. Zelf speelde hij vroeger op de Europese Tour.  Hij gaf eerder les op de Muswell Hill Golf Club, voordat hij naar Hong Kong verhuisde, waar ongeveer 50 Britse pro's in Hong Kong. Hij gaf onder meer les aan Arnold Schwartzenegger en Payne Stewart. Bovendien is hij sinds 2011 een van de managers van de Mission Hills Golf Club.

## Toernooien
Sinds 1959 wordt in Fanling het Hong Kong Open gespeeld, dat sinds 2002 ook deel uitmaakt van de Europese PGA Tour.
In 1984 was de club gastheer van de Eisenhower Trophy en de Espirito Santo Trophy.
In 1990 werd in Fanling de eerste editie van de Johnnie Walker Classic door Nick Faldo gewonnen, mede dankzij een baanrecord van 62.

## Koninklijk
Vanaf de oprichting heette de club de Royal Hong Kong Golf Club. Op de jaarvergadering van 1996 is besloten het predicaat Koninklijk te laten vallen. De club staat nu dus bekend als de Hong Kong Golf Club.